# Кох, Ганс (нацист)
Ханс (Ганс) Кох (нем. Hans Koch (7 июля 1894, Лемберг — 9 апреля 1959) — немецкий богослов, педагог, военный, разведчик, историк. Действительный член НОШ.

## Биография
Потомок немецких колонистов из Пфальца. Родился и рос в Львове, окончил немецкую гимназию.
Изучал богословие в Вене (1912—1914). Поступил добровольцем в австро-венгерскую армию в начале 1915 г. Служил в 35-м Золочевском пехотном полку на Буковине, офицер разведки.

### Служба в УГА
В Украинской Галицкой Армии служил с 29 ноября 1918 до момента ликвидации её остатков советской властью, о чём писал в своих «Воспоминаниях об УГА за февраль-май 1920». Службу начал в звании поручика, а затем повышен до сотника Генерального штаба. В ноябре 1919 был стенографистом военно-полевого суда над генералом Тарнавским и полковником Шаманеком. Попал в плен к Красной армии, отпущен в 1921.

### В Германии
Вернувшись в Вену, продолжил изучение теологии и философии. Доктор философии (1924), доктор теологии (1927).
После окончания академической работы Кох работал викарием и учителем. Как антикоммунист, он присоединился к «Австрийскому национал-социалистическому движению» в 1930 г., что поначалу осложнило его профессиональную деятельность. В 1932 вступил в НСДАП (во второй раз вступил в 1935 на территории Германии).
В 1929 Кох стал приват-доцентом, а в 1934 — профессором церковной и восточноевропейской истории в Кенигсберге. В 1937 был приглашен на профессорскую должность в Бреслау, одновременно возглавив Институт Восточной Европы. Кох сыграл ключевую роль в попытках Германии привлечь ОУН на свою сторону и в сентябре 1939 г., и в июне 1941 г. (после раскола на два крыла).

### На службе Третьем Рейхе
Как капитан абвера был связным между министром Розенбергом и группой армий «Юг» с 1941 года. Также выполнял обязанности связного с ОУН и консультанта ОКВ по украинским вопросам.
30 июня 1941 года присутствовал при произнесении «Акта восстановления Украинского государства» во Львове, где, по словам Ярослава Стецько, пытался помешать этому провозглашению. После провозглашения Акта выступил с речью, в которой высказался негативно об «Акте провозглашения государства»; при этом подчеркнул, что в планы немецкого государства, в настоящее время, входит создание украинского государства и Германия надеется, что украинская нация будет трудом помогать немцам в их борьбе.
После осуждения митрополитом УГКЦ Андреем Шептицким массового уничтожения еврейского населения Галичины как «специалист по украинскому вопросу» вместе с Альфредом Бизанцом и Отто Вехтером посетили владыку с целью «урезонить» непокорного пастыря. Старый предстоятель отчитал «посетителей» — в ответ прозвучали упреки «наследственному графу в невежливости».
В конце 1941 г. находился в Киеве, где пытался выступать посредником между немецкими властями и местными активистами ОУН (мельниковского крыла) вплоть до ареста последних.

### После войны
К концу войны Кох укрылся в Альпах и был пастором в отдаленном селе.
Постепенно он вернулся к научной жизни, переехал в Мюнхен, где возродил Институт Восточной Европы. Институт быстро стал одним из ведущих научных центров в этой области, хотя и сосредоточился в основном на историко-правовых сюжетах. В рамках текущей работы Института был опубликован ряд научных работ по украинской тематике, в том числе «Возникновение казачества» Гюнтера Штекля (1953), двухтомник Романа Ильницкого «Германия и Украина: события европейской восточной политики» (1955-56; переиздание — 1958), «История украинской культуры» Ивана Мирчука (1957).
В 1955 году оказался в центре скандала в связи с тем, что он содействовал переизданию с весьма незначительными правками нацистской пропагандистской книги Хельмута Штайнберга (псевдоним Х. Хертле) «Марксизм, ленинизм, сталинизм. Духовное наступление с востока» (Marxismus, Leninismus, Stalinismus. Der geistige Angriff des Ostens, изначально изданной в 1944 г.). Скандал не имел для него последствий благодаря защите влиятельного чиновника ХДС Герхарда Шрёдера.
В последние годы жизни он особенно много печатался, а также принимал активное участие в немецкой репатриационной политике и сопровождал канцлера ФРГ Конрада Аденауэра во время визита в Москву в 1955 г. как научный консультант и переводчик. В 1958 Кох получил кафедру политики Восточной Европы в Мюнхенском университете .
Умер в апреле 1959 г.

## Произведения по украинской тематике
- Byzanz, Ochrid und Kiew 987—1037 // Kyrios. Bd. IV (1938). S. 253—292.
- Die ukrainische Lyrik 1840—1940. Wiesbaden: F. Steiner, 1955.